# Брунс, Лео
Лео Брунс, Леопольд Пауль Брунс (нем. Leo Bruhns, Leopold Paul Bruhns; 26 ноября 1884, Нисси, Эстляндская губерния, Российская империя — 27 декабря 1957, Рим) — немецкий историк искусства.

## Биография
Лео Брунс был сыном протестантского пастора в Нисси (Ревельский уезд, Эстляндская губерния). В 1902 году он сдал экзамен на аттестат зрелости в немецкой школе Святой Анны (St. Annenschule) в Санкт-Петербурге. Затем изучал классическую филологию и историю искусств в университетах Дерпта, Бонна, Фрайбурга, Базеля и Вюрцбурга.
В 1913 году в Университете Вюрцбурга получил докторскую степень по истории искусства за работу, выполненную под руководством Вильгельма Пиндера, «Надгробная скульптура бывшей Вюрцбургской епархии в 1480—1540 годах. Вклад в историю немецкого Возрождения» (Die Grabplastik des ehemaligen Bistums Würzburg während der Jahre 1480—1540. Ein Beitrag zur Geschichte der deutschen Renaissance).
С 1920 по 1924 год Брунс работал приват-доцентом на кафедре истории искусств в Университете Франкфурта-на-Майне, затем с 1924 по 1927 год — профессором истории искусств в Университете Ростока, а с 1927 по 1934 год — в Лейпцигском университете. Одним из его учеников был Отто Мюллер.
Лео Брунс был членом членом-корреспондентом Эстонского литературного общества в Ревеле (1926), Саксонской академии наук в Лейпциге, членом Римского общества истории Отечества (Società Romana di Storia Patria), президентом евангелическо-лютеранской церкви Италии. С 1934 по 1953 год Брунс работал директором Библиотеки Герциана в Риме.
Как и его учитель Вильгельм Пиндер, Брунс был сторонником нацистского режима и 11 ноября 1933 года подписал «Заявление профессоров немецких университетов и вузов о поддержке Адольфа Гитлера и национал-социалистического государства» — документ, который подписали более 900 учёных и преподавателей. Официальный заголовок гласил «С Адольфом Гитлером за честь, свободу и право народа Германии!» (Mit Adolf Hitler für des deutschen Volkes Ehre, Freiheit und Recht!).
После немецкой оккупации Рима в 1943 году в ходе преследования евреев Лео Брунс был привлечён к экспроприации произведений искусства из частных коллекций оперативной группой рейхсляйтера А. Розенберга. Группа также конфисковала содержимое двух библиотек римской синагоги: «Collegio Rabbinico Italiano» и «Biblioteca della Comunità Israelitica», в которых были собраны коллекции, посвященные 2000-летней истории еврейской жизни в Риме. 7000 рукописей и инкунабул были депортированы в Германию и там были потеряны.
Лео Брунс награждён «Большим крестом заслуг со Звездой» перед Федеративной Республикой Германия. Скончался в Риме 27 декабря 1957, похоронен на кладбище «не католиков» «Тестаччо» (итал. Cimitero acattolico al Testaccio) у пирамиды Цестия в Риме.

## Основные публикации
- Немецкая душа рейнской готики (Die deutsche Seele der rheinischen Gotik). 1924

- Немецкий скульптор барокко (Deutsche Barockbildhauer). 1925

- Немецкая живопись и скульптура XV и XVI веков (Deutsche Malerei u. Plastik des XV. u. XVI. Jahrhunderts). 1926

- История искусства, иллюстрированная его шедеврами. В 8 томах (Die Geschichte der Kunst, an ihren Meisterwerken dargestellt). 1927—1932.

- Искусство города Рима. Его история от самых ранних истоков до эпохи романтизма (Die Kunst der Stadt Rom. Ihre Geschichte von den frühesten Anfängen bis in die Zeit der Romantik). 1950

- Замки Гогенштауфенов в Германии и Италии (Hohenstaufenschlösser in Deutschland und Italien). 1964